# 九顶山路
九顶山路，安徽省合肥市的一条南北向次干道，得名自灵璧县境内的九顶山。道路北起鹤翔湖西北侧拟建濛河路处，经梅冲湖路、魏武路、东方大道、淮海大道、天水路、淮南路后止于合肥北站北侧与故黄路相接。沿路有合肥共达职业技术学院、合肥中车轨道交通车辆有限公司、合肥市公安局新站分局巡警大队、合肥市第三十中学淮合花园校区、淮合花园小学等。